# Wasaga Beach
Wasaga Beach est une ville du comté de Simcoe, province de l'Ontario au Canada.
Wasaga Beach est située dans la baie de Nottawasaga au sud de la Baie Georgienne. Le parc provincial de la Plage Wasaga est le parc le plus visité de la province.

## Démographie
| 2001   | 2006   | 2011   | 2016   |
| ------ | ------ | ------ | ------ |
| 12 419 | 15 029 | 17 537 | 20 675 |